# Elliott Erwitt
Elliott Erwitt, właśc. Elio Romano Erwitt (ur. 26 lipca 1928 w Paryżu, zm. 29 listopada 2023 w Nowym Jorku) – amerykański fotograf i filmowiec słynący z ironicznych czarno-białych zdjęć przedstawiających codzienne życie.

## Życiorys
Erwitt urodził się w rodzinie żydowsko-rosyjskich imigrantów w Paryżu. Niedługo potem rodzice przeprowadzili się do Mediolanu, a gdy miał 10 lat na stałe wyemigrowali do Stanów Zjednoczonych, by uniknąć prześladowań faszystów.
W 1941 roku, po separacji rodziców, Erwitt przeniósł się wraz z ojcem do Los Angeles. Kiedy miał 16 lat, ojciec przeprowadził się do Nowego Orleanu, pozostawiając go samego. Kontynuował naukę w szkole średniej, gdzie zaczął uczyć się sztuki fotograficznej. Aby zarobić pieniądze zatrudnił się jako fotograf ślubny. Później studiował fotografię w Los Angeles City College, a po przeprowadzce do Nowego Jorku, także w New School for Social Research. Tam też poznał innych fotografów: Edwarda Steichena, Roya Strykera i Roberta Capę. Po odbyciu służby wojskowej we Francji i w Niemczech, na początku lat 50. został zatrudniony przez Strykera w Farm Security Administration. Następnie zaczął pracować jako niezależny fotograf, współpracując z takimi przedsiębiorstwami jak: KLM i Air France, a także z czasopismami: „Collier’s”, „Look”, „Life” i „Holiday”.
W 1953 roku Robert Capa zatrudnił go w swojej agencji Magnum Photos, co dało mu możliwość realizacji międzynarodowych projektów. W tym samym roku wykonane przez niego zdjęcie „New York”, przedstawiające jego żonę i sześciodniową córeczkę, znalazło się na wystawie The Family of Man w Museum of Modern Art. W latach 50. dwukrotnie podróżował do Moskwy, gdzie za pierwszym razem udokumentował obchody 40. rocznicy rewolucji październikowej, a za drugim wizytę Richarda Nixona. Wtedy też wykonał fotografię z wizerunkiem Nixona, który wskazuje palcem na klapę garnituru Nikity Chruszczowa.
Podczas pracy w agencji Magnum, Erwitt dokumentował też produkcje filmowe takie jak: Na nabrzeżach (1954) czy Słomiany wdowiec (1955). W latach 70. i 80. sam rozpoczął działalność filmową. Głównie były to produkcje reklamowe, fabularne i dokumentalne, jak np. Arthur Penn: the Director (1970), Beauty Knows No Pain (1971) i Red, White and Bluegrass (1973), ale stworzył też komediową serię The Great Pleasure Hunt dla HBO.
Częstym motywem jego fotoreportaży były psy, które stały się głównym tematem pięciu książek: Son of Bitch (1974), To the Dogs (1992), Dog Dogs (1998), Woof (2005) i Elliott Erwitt's Dogs (2008).